# Schopfheim

Schopfheim im Dreiländereck

Schopfheim (alemannisch Schopfe) ist eine Stadt im baden-württembergischen Landkreis Lörrach. Mit gut 20.000 Einwohnern ist Schopfheim viertgrößte Stadt im Landkreis. Mit drei anderen Gemeinden bildet Schopfheim die Vereinbarte Verwaltungsgemeinschaft der Stadt Schopfheim. Im Stadtgebiet befinden sich sechs Museen.

## Geographie

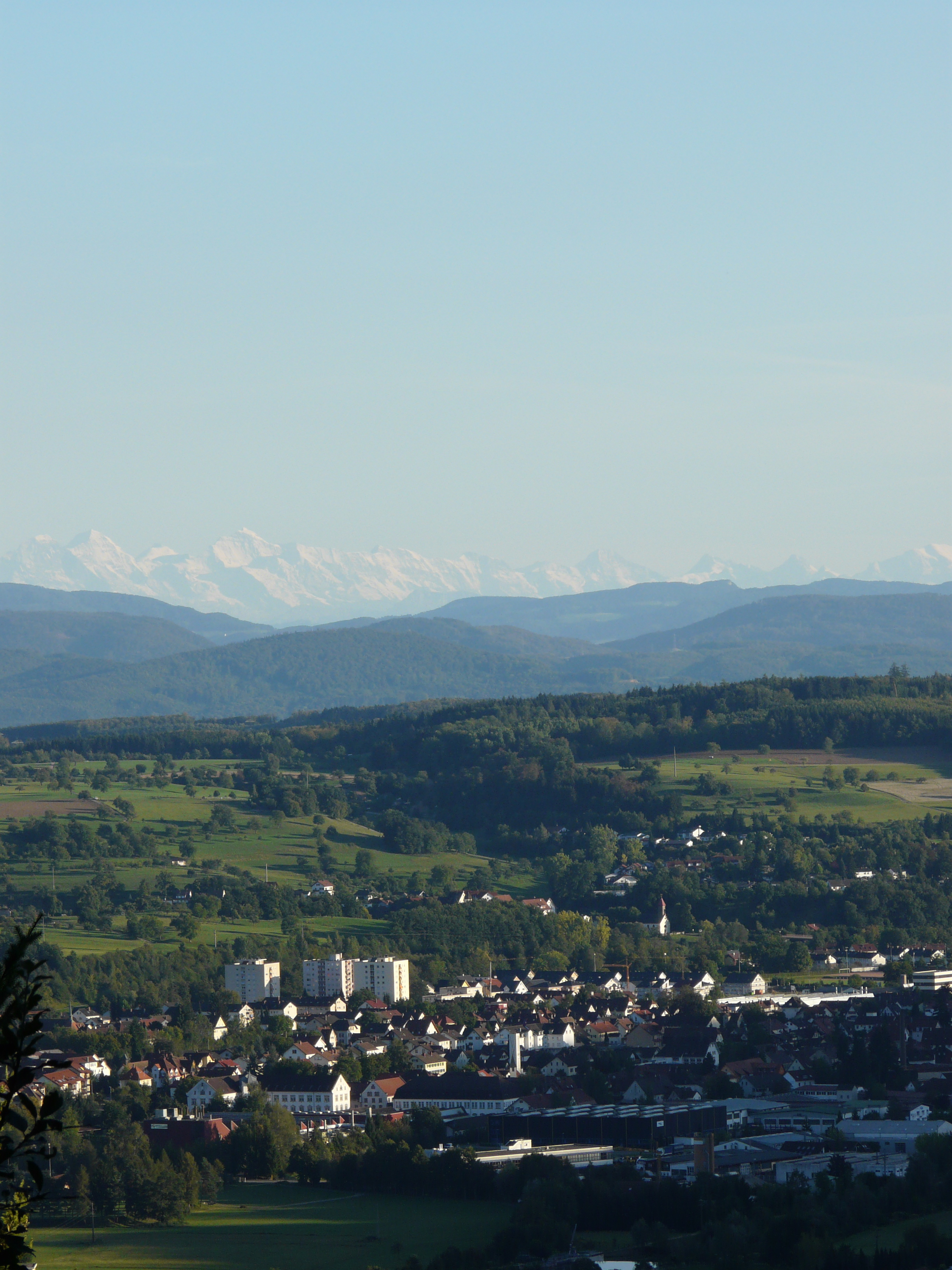
Blick von Norden über Schopfheim-Fahrnau mit Fernsicht auf die Alpen

### Geographische Lage
Schopfheim liegt zwischen Schwarzwald und Dinkelberg im Tal der Wiese, einem rechten Nebenfluss des Rheins, der am Feldberg entspringt. Westlich der Kernstadt, noch auf Schopfheimer Stadtgebiet, mündet die Kleine Wiese in die (große) Wiese. Höchster Gipfel ist der Rohrenkopf über dem Ortsteil Gersbach (1173 m). Weitere Aussichtspunkte sind die Hohe Möhr (989 m), ebenfalls zum Schwarzwald gehörig, und die Hohe Flum (536 m), der höchste Punkt des Dinkelbergs. Regional gehört Schopfheim zum Markgräflerland.

### Geologie

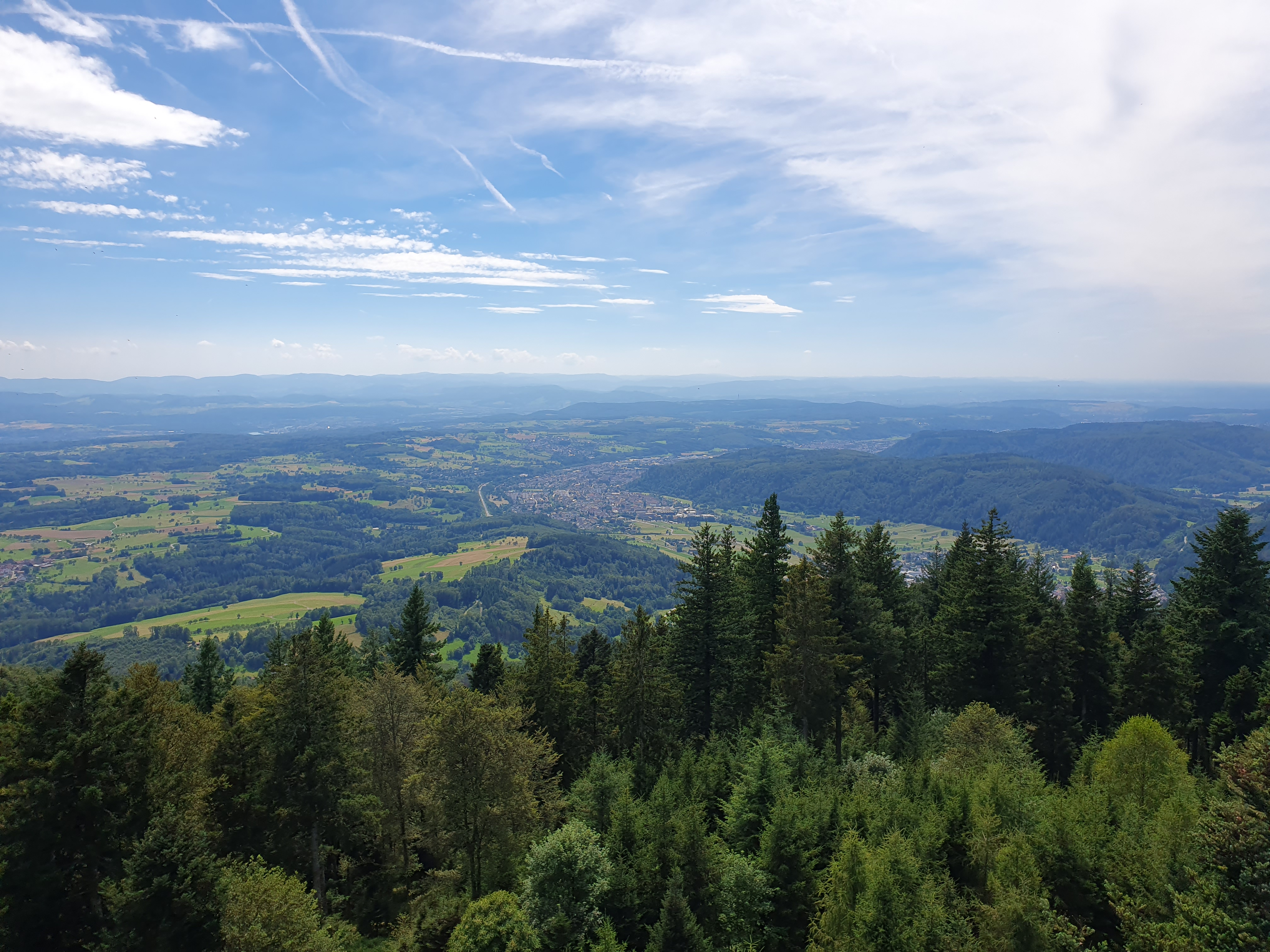
Blick auf Schopfheim und Fahrnau von der Hohen Möhr. Rechts der Stadt der Bergrücken Entegast

Die sich südlich von Kandern stark nach Osten verbreiternde Schwarzwaldvorbergzone wird als Schopfheimer Bucht bezeichnet. Sie umfasst das Weitenauer Bergland, den Talraum der Wiese und den Dinkelberg. In ihr haben sich beim Aufsteigen des Schwarzwaldes in geschützter Tieflage Gesteine des Deckgebirges erhalten, die auf dem Schwarzwald weitgehend der Abtragung anheimgefallen sind. Es sind dies von unten nach oben Buntsandstein, Muschelkalk, Keuper und in Resten Unterjura – die beiden letzteren nicht auf Schopfheimer Gemarkung.
Dieses Schichtpaket steigt leicht zum Schwarzwald hin an, ist in sich zerbrochen und in unterschiedlicher Intensität von der Abtragung angegriffen. Nördlich der Wiese ist auf den Buntsandsteintafeln der Erhebungen Entegast und Scheinberg der Muschelkalk vollständig abgeräumt, aus dem der tektonisch tiefer lagernde, deswegen besser geschützte Dinkelberg aufgebaut ist. Auf Schopfheimer Gemarkung fehlt auf dem Dinkelberg der Keuper, der weiter südlich und westlich noch flächenhaft oder, in schmale NS-streichende Gräben versenkt, erhalten ist.
Die Buntsandsteintafeln des Entegast und des Scheinbergs lagern auf den bereits aus dem Erdaltertum stammenden Sedimenten des Rotliegenden und des Zechsteins, die teils aus feldspatreichen Sandsteinen und Brekzien, teils aus tonig-schluffigem Material bestehen (um Weitenau).
Gewissermaßen als abgesenkte Fortsetzung von Scheinberg und Entegast tritt südlich des Wiesentals am Nordrand des Muschelkalkplateaus des Dinkelbergs zwischen Maulburg und Eichen ein Sockel aus Buntsandstein zutage. Auf diesem befinden sich das Wiechser Kreisaltersheim, das Sengele und ein Teil des Wohngebiets Altig. In den Talnischen, in denen die alten Ortskerne von Wiechs und Eichen liegen, steht Unterer Muschelkalk an. Darüber folgt der auf der Gemarkung nirgends aufgeschlossene Mittlere, dann der Obere Muschelkalk, der die östliche Dinkelberglandschaft prägt und in aufgelassenen Steinbrüchen zu sehen ist. Er besteht aus teils gebankten, teils plattigen Kalken, oben auch aus dolomitischen Schichten, die Silexknollen führen, die da und dort auf den Feldern des Plateaus anzutreffen sind.
Im rissig-klüftigen Oberen Muschelkalk versinken die Niederschläge, sodass auf der Höhe des östlichen Dinkelbergs keine dauerhaften Fließgewässer vorhanden sind. Hier beherrschen auf Schopfheims Gemarkung Trockentäler und Dolinen das Landschaftsbild. Es handelt sich also um eine ausgeprägte Karstlandschaft, die allerdings stellenweise durch (Löss)lehmdecken abgedichtet wird. So auch in der Mulde (einer Karstwanne) des episodischen Eichener Sees, für dessen Auftauchen wohl ein Zusammenspiel von Grundwasseraustritt und Karstwasserspiegel verantwortlich ist.
Wiese und Kleine Wiese haben in der Würm-Kaltzeit Talebenen aufgeschottert und, sich nacheiszeitlich eintiefend, teilweise wieder abgeräumt. Sie sind weithin von jungem Auelehm überzogen. Stark verwitterte Schotter aus der vorletzten Kaltzeit finden sich etwa 20 bis 30 m über der heutigen Talsohle auf dem Buntsandsteinsockel von der Dossenbacher Straße bis zum Fahrnauer Kirchrain.
Eine von Kandern über Enkenstein und Hausen Richtung Hasel ziehende Verwerfung grenzt die Schopfheimer Bucht nach Norden hin gegen den kristallinen Grundgebirgsschwarzwald ab. Der Hang über der Straße Enkenstein-Wieslet besteht bereits aus Granit (Malsburg-Granit). Über dem Raitbacher Oberdorf steht dieser ebenfalls an. Dann biegt die Verwerfung nach SW ab ins Schollenfeld von Hasel, wo sie auf die NS streichende Wehratalstörung trifft. Hier ist die Sedimentdecke besonders stark zerstückelt. Im nordöstlichen Gemarkungsteil um Gersbach besteht der Untergrund überwiegend aus Gneis.

### Nachbargemeinden
Im Uhrzeigersinn (von Norden beginnend) grenzen an Schopfheim: Kleines Wiesental, Zell im Wiesental, Hausen im Wiesental, Häg-Ehrsberg, Todtmoos, Herrischried, Wehr, Hasel, Schwörstadt, Rheinfelden (Baden), Maulburg und Steinen.

### Stadtgliederung
Die Stadt gliedert sich in neun Stadtteile.
| Name       | Einwohner (31. Dezember 2023) | Fläche (in km2) | Urkundliche Ersterwähnung | Zugehörige Wohnplätze |
| ---------- | ----------------------------- | --------------- | ------------------------- | --- |
| Schopfheim | 10892                         | 11,36           | 807 Villa Scofheim        | - Schopfheim, Gündenhausen, Höfen, Ehner-Fahrnau |
| Eichen     | 615                           | 4,25            | 807 Eihheim               | - Dörfer: Eichen, |
| Enkenstein | 232                           | 3,66            | 1392 am Eingestein        | - Dörfer: Enkenstein - Höfe: Brodenloch, Bürgelehof |
| Fahrnau    | 4108                          | 3,77            | 1086–1108 Varnow          | - Dörfer: Fahrnau |
| Gersbach   | 615                           | 24,07           | 1166 Gerisbac             | - Dörfer: Gersbach - Weiler: Schlechtbach - Zinken: Fetzenbach, Neuhaus, Hof und Haus Lochmühle - Höfe: Mettlen(hof) und das Haus Neusäge                |
| Kürnberg   | 221                           | 1,84            | 1344 Kurnberg             | - Dörfer: Kürnberg |
| Langenau   | 1546                          | 4,3             | 1278 Au                   | - Dörfer: Langenau |
| Raitbach   | 548                           | 8,23            | 1113 Raitenbuch           | - Dörfer: Raitbach - Weiler: Sattelhof, Schweigmatt - Zinken: Kehrengraben, Scheuermatt - Höfe: Blumberg, Steinighof, Häuser Bahnstation Hausen-Raitbach |
| Wiechs     | 1863                          | 6,51            | 807 Wechsa                | - Dörfer: Wiechs - Häuser: Im Kirchhölzle |
| TOTAL      | 20640                         | 67,99           |                           | |

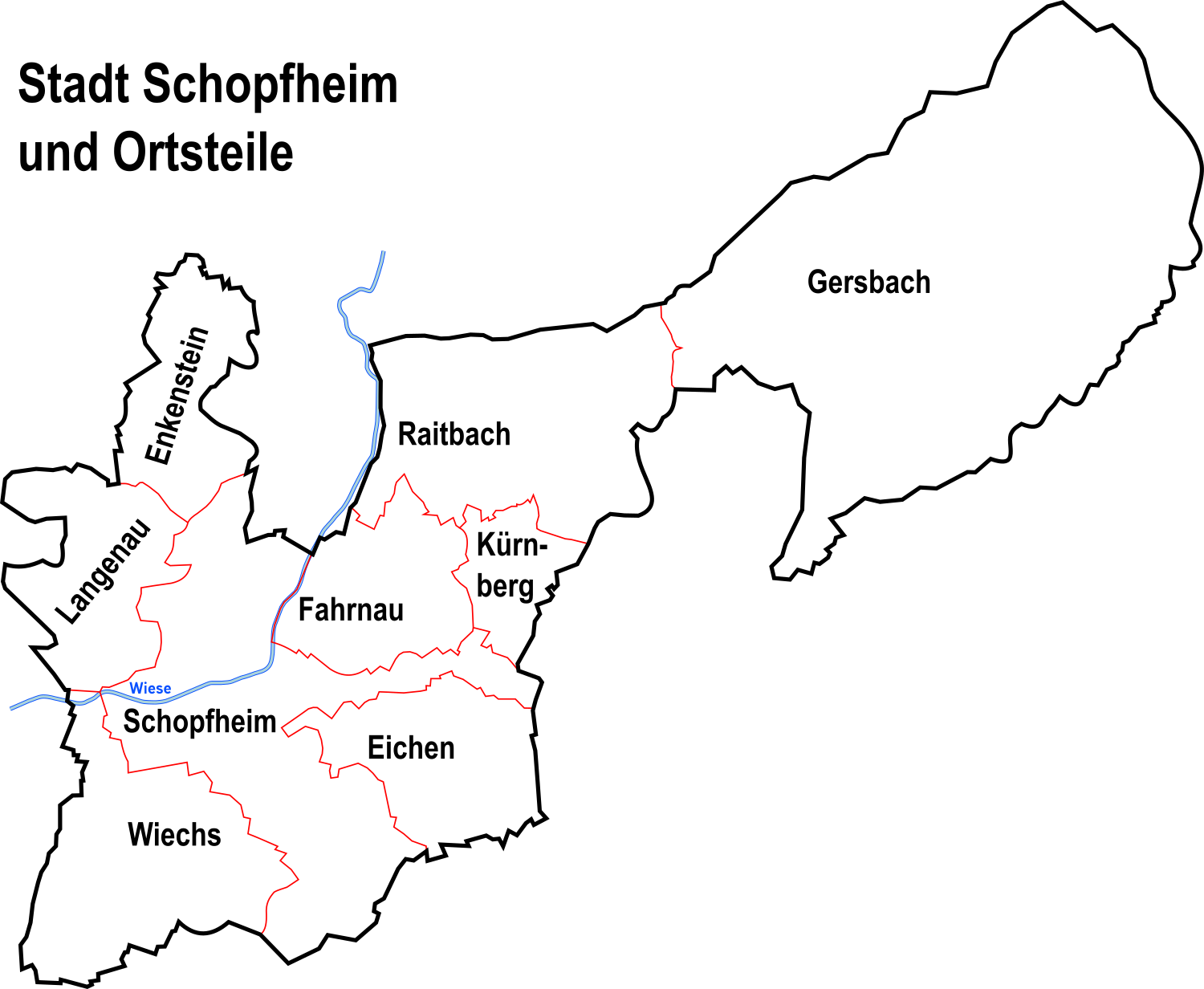
Schopfheim mit seinen Ortsteilen

Unter den zugehörigen Wohnplätzen sind auch aufgegangene Orte aufgeführt, d. h. Orte die inzwischen voll in die übergeordneten Dörfer/Städte integriert sind und nicht mehr als eigenständige Siedlungen wahrgenommen werden (z. B. Gündenhausen (1841 eingemeindet) und Höfen auf der Gemarkung der Kernstadt Schopfheim).
Neben den aufgegangenen Orten gibt es abgegangene Orte (= Wüstungen), d. h. ehemalige Wohnplätze die physisch nicht mehr vorhanden sind und teilweise auch nicht mehr genau lokalisiert werden können.
Auf dem Gebiet der Stadt Schopfheim sind folgende Wüstungen nachgewiesen oder werden dort vermutet:
- Rothenhäuser[31] (Gemarkung Langenau)
- Eichenbrunnen[32] (Gemarkung Raitbach)
- Steineck (Gemarkung Raitbach)
- Burgstall Spitzenberg[33] (Gemarkung Raitbach)
- Burgrest der Burg Burgholz (Gemarkung Raitbach)
- Ansoldowilare[34] (Gemarkung Wiechs)
- Badlikon[35] (Gemarkung Wiechs)
- Enningen[36] (Gemarkung Wiechs)

### Klima
|                        | Jan   | Feb  | Mär  | Apr  | Mai   | Jun   | Jul  | Aug   | Sep  | Okt  | Nov   | Dez   |   |      |
| Mittl. Temperatur (°C) | −0,7  | 1,0  | 4,0  | 8,1  | 12,4  | 15,8  | 17,9 | 16,9  | 13,7 | 8,8  | 3,6   | 0,2   | ⌀ | 8,5  |
|                        |       |      |      |      |       |       |      |       |      |      |       |       |   |      |
| Niederschlag (mm)      | 105,2 | 88,1 | 92,2 | 93,4 | 110,4 | 110,9 | 92,9 | 110,1 | 83,3 | 86,8 | 100,5 | 111,2 | Σ | 1185 |

|  |

|  |

|  |

|  |

|  |

|  |

|  |

|  |

|  |

|  |

|  |

|  |

|  |

|  |

|  |

|  |

|  |

|  |

|  |

|  |

|  |

|  |

|  |

|  |

## Geschichte

### Frühe Geschichte
Auf Schopfheimer Flur befinden sich vier römische Fundstellen, so dass für diese Periode gegebenenfalls von einer ländlichen Streusiedlung ausgegangen werden kann. Ab 650 ließen sich die Alemannen nieder. Der Name Schopfheim wurde erstmals im Jahre 807 in einer Schenkungsurkunde des Klosters St. Gallen erwähnt. Der freie Bauer Himini mit seinen Söhnen schenkte seine Güter in „Villa Scofheim“ dem Kloster. Im Mittelalter und bis zur Umgestaltung Deutschlands durch Napoleon gehörte Schopfheim zuerst den Herren von Rötteln, danach durch Erbfall (1316) den Markgrafen von Hachberg-Sausenberg, um schließlich wiederum durch Erbfall (1503) an die Herren von Baden (Markgrafschaft Baden beziehungsweise Markgrafschaft Baden-Durlach) zu gelangen; danach zum erweiterten Großherzogtum Baden. Die Reformation wurde 1556 vom benachbarten Basel aus unterstützt. Im Jahre 1250 erhielt Schopfheim durch Konrad I. von Rötteln das Stadtrecht (die Stadterhebung ist im Zusammenhang mit dem versuchten Röttelnschen Landesausbau zu sehen) und ist somit die älteste Stadt im Markgräflerland, konnte sich aber wegen seiner ungünstigen Lage, kriegerischer Ereignisse (fast vollständige Entsiedlung im Dreißigjährigen Krieg) sowie wegen der benachbarten Metropole Basel nicht richtig fortentwickeln. Es sind Teile der Stadtbefestigung erhalten.

### 19. und 20. Jahrhundert

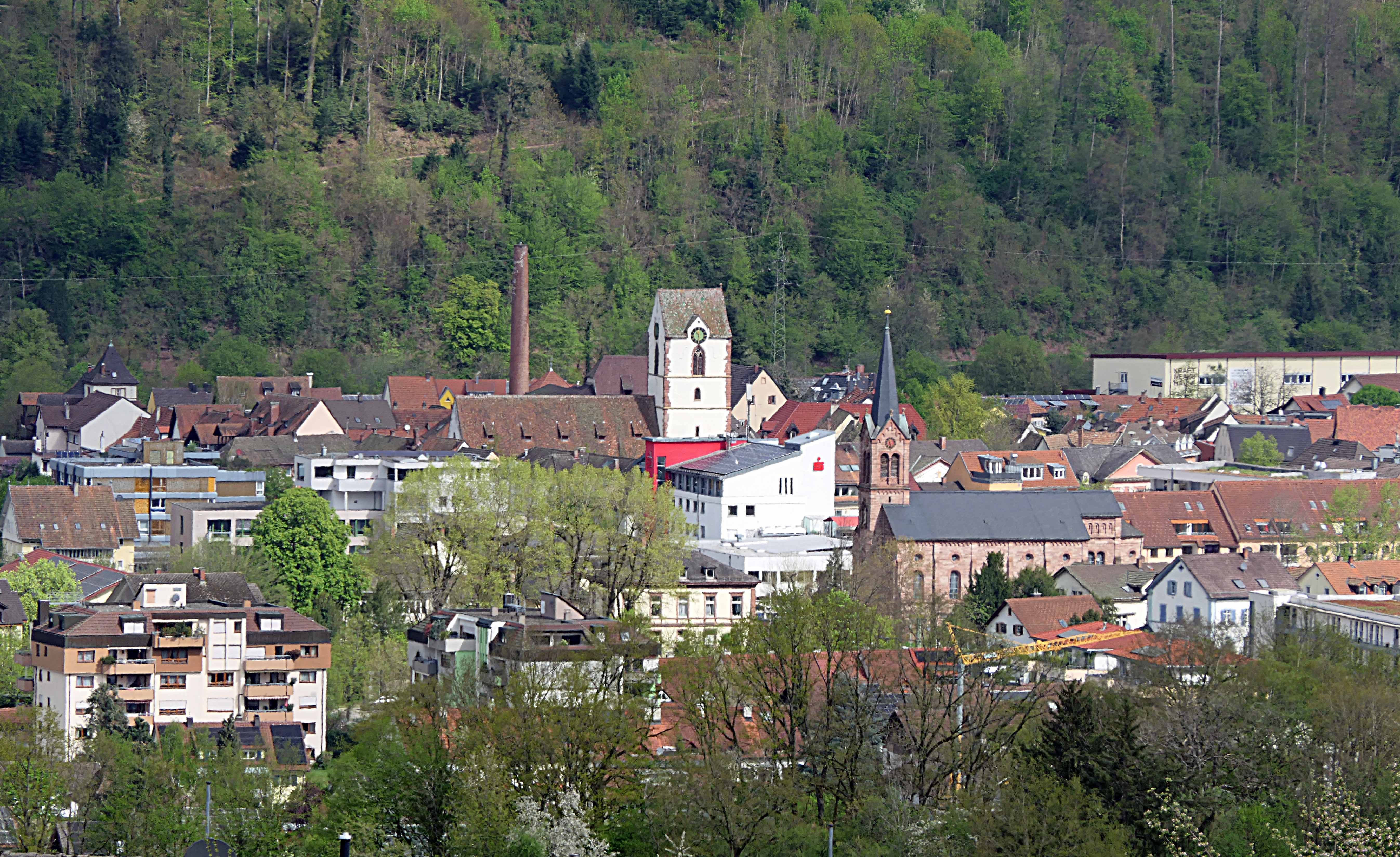
Altstadt Schopfheim von Süden

Ab 1835 erfolgte, ähnlich dem restlichen Wiesental, eine gewisse Industrialisierung. Grund dafür war der nahe Fluss Wiese, welcher begradigt wurde und so den Bau von Gewerbekanälen für Großindustrien ermöglichte, sowie günstige Arbeitskraft aus dem Schwarzwald. Im Revolutionsjahr 1848 war Schopfheim Nebenschauplatz des Heckeraufstands. 1862 erhielt Schopfheim mit der Eröffnung der Wiesentalbahn Anschluss an das Eisenbahnnetz. Im Schloss Ehner-Fahrnau wohnte der damalige badische Außenminister Franz von Roggenbach. Nach 1945 siedelten sich zahlreiche Heimatvertriebene an.
Auf der Gemarkung des Ortsteils Raitbach befindet sich die Reste der mittelalterlichen Burgen Burgholz, Steineck und Turmhölzle.
Am 27. Juni 1971 fuhr die Tour de France 1971 durch Schopfheim und war Teil der Etappe von Basel nach Freiburg.

### Eingemeindungen
Im Zuge der Gemeindegebietsreform in Baden-Württemberg wurden folgende Gemeinden nach Schopfheim eingemeindet:
- 1. Juli 1971: Fahrnau[38]
- 1. Juli 1972: Langenau[38]
- 1. Januar 1973: Raitbach[38]
- 1. Juni 1974: Enkenstein[39]
- 1. Oktober 1974: Gersbach[39]
- 1. Januar 1975: Eichen und Wiechs[40]

### Wappen der Stadtteile

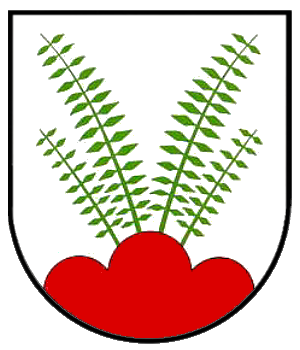
Fahrnau
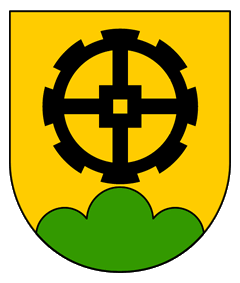
Kürnberg
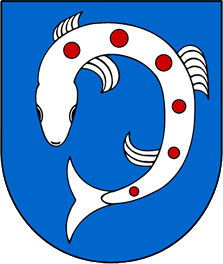
Langenau
Raitbach
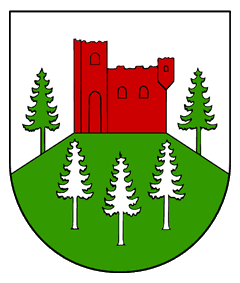
Enkenstein
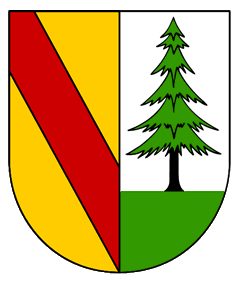
Gersbach
Wiechs
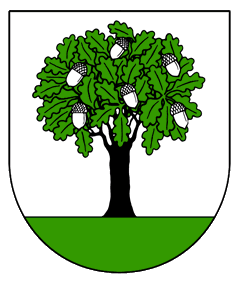
Eichen

## Bevölkerung

### Einwohnerentwicklung
| 1698  | 574   | 1961* | 7.485  | 2023 | 20.640 |
| 1708  | 480   | 1970* | 8.463  |      |        |
| 1780  | 987   | 1987* | 15.857 |      |        |
| 1786  | 1.080 | 1990  | 16.647 |      |        |
| 1862  | 2.200 | 1995  | 18.187 |      |        |
| 1890  | 3.133 | 2000  | 19.038 |      |        |
| 1919* | 3.846 | 2005  | 19.319 |      |        |
| 1939* | 4.557 | 2010  | 18.940 |      |        |
| 1946* | 4.649 | 2015  | 19.498 |      |        |
| 1950* | 5.576 | 2020  | 19.763 |      |        |

*=Volkszählung

### Religion
Seit der Einführung der Reformation im Markgräflerland 1556 war Schopfheim Sitz eines Aufsichtsbezirks (zunächst Diözese Schopfheim, ab 1810 Dekanat Schopfheim, später Kirchenbezirk Schopfheim). 2010 fusionierten die Kirchenbezirke Lörrach und Schopfheim zum neuen Kirchenbezirk Markgräflerland, der zur Evangelischen Landeskirche in Baden gehört.
Die katholische Pfarrgemeinde St. Bernhard ist Teil der Seelsorgeeinheit Mittleres Wiesental. Diese gehört zum Dekanat Wiesental des Erzbistums Freiburg. Neben drei evangelischen Freikirchen befindet sich im Wohngebiet Oberfeld eine Neuapostolische Kirche, die zum Kirchenbezirk Lörrach gehört. Des Weiteren gibt es zwei Versammlungen der Zeugen Jehovas.

## Politik

### Gemeinderat
Der Gemeinderat in Schopfheim besteht aus den 22 gewählten ehrenamtlichen Gemeinderäten und dem Bürgermeister als Vorsitzendem. Der Bürgermeister ist im Gemeinderat stimmberechtigt.
Die Kommunalwahl am 9. Juni 2024 führte zu folgendem Endergebnis.
| Parteien und Wählergemeinschaften | Parteien und Wählergemeinschaften           | % 2024  | Sitze 2024 | % 2019 | Sitze 2019 | Kommunalwahl 2024 %403020100 34,73 %25,19 %20,81 %19,27 %n. k. % FWCDUGrüneSPDDUGewinne und Verlusteim Vergleich zu 2019 %p 12 10 8 6 4 2 0 −2 −4 −6 −8−10+10,53 %p+3,19 %p−5,49 %p+1,77 %p−10 %pFWCDUGrüneSPDDU |
| FW                                | Freie Wähler                                | 34,73   | 8          | 24,2   | 5          | Kommunalwahl 2024 %403020100 34,73 %25,19 %20,81 %19,27 %n. k. % FWCDUGrüneSPDDUGewinne und Verlusteim Vergleich zu 2019 %p 12 10 8 6 4 2 0 −2 −4 −6 −8−10+10,53 %p+3,19 %p−5,49 %p+1,77 %p−10 %pFWCDUGrüneSPDDU |
| CDU                               | Christlich Demokratische Union Deutschlands | 25,19   | 5          | 22,0   | 5          | Kommunalwahl 2024 %403020100 34,73 %25,19 %20,81 %19,27 %n. k. % FWCDUGrüneSPDDUGewinne und Verlusteim Vergleich zu 2019 %p 12 10 8 6 4 2 0 −2 −4 −6 −8−10+10,53 %p+3,19 %p−5,49 %p+1,77 %p−10 %pFWCDUGrüneSPDDU |
| GRÜNE                             | Bündnis 90/Die Grünen                       | 20,81   | 5          | 26,3   | 6          | Kommunalwahl 2024 %403020100 34,73 %25,19 %20,81 %19,27 %n. k. % FWCDUGrüneSPDDUGewinne und Verlusteim Vergleich zu 2019 %p 12 10 8 6 4 2 0 −2 −4 −6 −8−10+10,53 %p+3,19 %p−5,49 %p+1,77 %p−10 %pFWCDUGrüneSPDDU |
| SPD                               | Sozialdemokratische Partei Deutschlands     | 19,27   | 4          | 17,5   | 4          | Kommunalwahl 2024 %403020100 34,73 %25,19 %20,81 %19,27 %n. k. % FWCDUGrüneSPDDUGewinne und Verlusteim Vergleich zu 2019 %p 12 10 8 6 4 2 0 −2 −4 −6 −8−10+10,53 %p+3,19 %p−5,49 %p+1,77 %p−10 %pFWCDUGrüneSPDDU |
| Unabhängige                       | Die Unabhängigen                            | –       | –          | 10,0   | 2          | Kommunalwahl 2024 %403020100 34,73 %25,19 %20,81 %19,27 %n. k. % FWCDUGrüneSPDDUGewinne und Verlusteim Vergleich zu 2019 %p 12 10 8 6 4 2 0 −2 −4 −6 −8−10+10,53 %p+3,19 %p−5,49 %p+1,77 %p−10 %pFWCDUGrüneSPDDU |
| gesamt                            | gesamt                                      | 100,0   | 22         | 100,0  | 22         | Kommunalwahl 2024 %403020100 34,73 %25,19 %20,81 %19,27 %n. k. % FWCDUGrüneSPDDUGewinne und Verlusteim Vergleich zu 2019 %p 12 10 8 6 4 2 0 −2 −4 −6 −8−10+10,53 %p+3,19 %p−5,49 %p+1,77 %p−10 %pFWCDUGrüneSPDDU |
| Wahlbeteiligung                   | Wahlbeteiligung                             | 58,23 % | 58,23 %    | 54,7 % | 54,7 %     | Kommunalwahl 2024 %403020100 34,73 %25,19 %20,81 %19,27 %n. k. % FWCDUGrüneSPDDUGewinne und Verlusteim Vergleich zu 2019 %p 12 10 8 6 4 2 0 −2 −4 −6 −8−10+10,53 %p+3,19 %p−5,49 %p+1,77 %p−10 %pFWCDUGrüneSPDDU |

### Stadtoberhäupter

#### Statthalter
Schopfheim wurde ausgangs des Mittelalters von einem Vogt regiert, einer vom Landesfürsten eingesetzten Person. Der Vogt wurde durch den Statthalter vertreten, eine von einem Schopfheimer vermutlich ehrenamtlich erledigte Aufgabe. Die Statthalter sind seit 1585 namentlich bekannt.
| Amtszeit  | Name                     |           | Amtszeit             | Name |
| --------- | ------------------------ | --------- | -------------------- | ---- |
| 1585–1611 | Jacob Grether            | 1690–1695 | Tobias Grether I.    |      |
| 1611–1629 | Wolf Reif                | 1695–1708 | Andreas Stupfer      |      |
| 1629–1655 | Friedlin Achtmüller      | 1708–1734 | Tobias Grether II.   |      |
| 1655–1662 | Michael Pflüger          | 1735–1745 | Bartlin Güdemann     |      |
| 1662–1671 | Hans Tanner              | 1745–1757 | Sebastian Pflüger    |      |
| 1672–1674 | Mathias Fritz            | 1757–1790 | Kaspar Marget        |      |
| 1675–1681 | Bartholomäus Pflüger I.  | 1790–1808 | Johann Caspar Sutter |      |
| 1681–1690 | Bartholomäus Pflüger II. |           |                      |      |

#### Bürgermeister
Seit 1808 wird Schopfheim von einem Bürgermeister als gewähltem Oberhaupt einer Gemeinde geleitet.

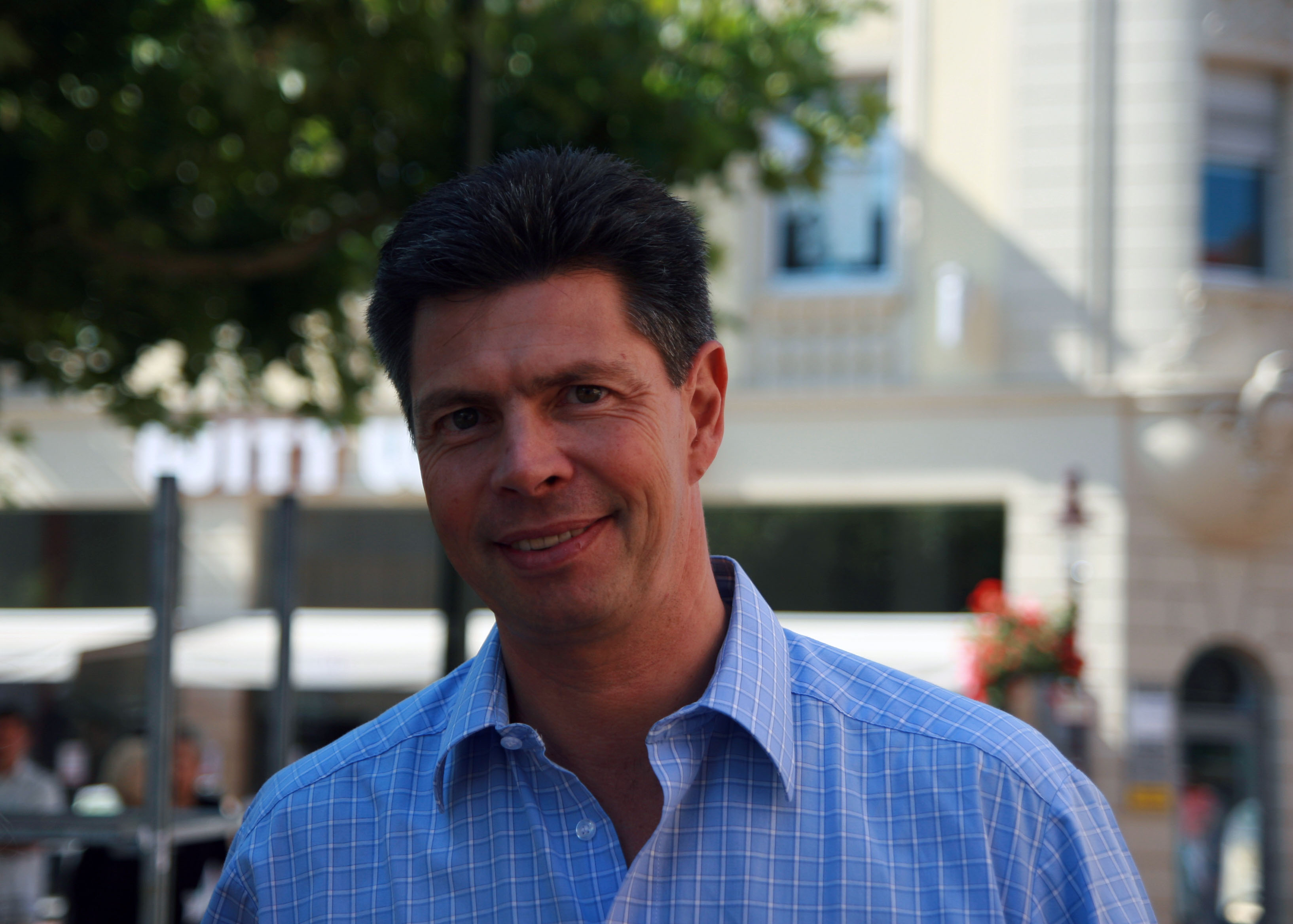
Christof Nitz: Bürgermeister 2003–2018

| Amtszeit  | Name (Beruf)                                           |
| --------- | ------------------------------------------------------ |
| 1808–1811 | Johann Tanner (Gerber)                                 |
| 1811–1816 | Tobias Währer (Müller)                                 |
| 1816–1817 | Georg Friedrich Seufert (Schlosser)                    |
| 1817–1828 | Johann Caspar Marget (Dreikönigswirt u. Fabrikant)     |
| 1828–1832 | Bartlin Uehlin (Gerber)                                |
| 1832–1835 | Johann Caspar Marget (Dreikönigswirt u. Fabrikant)     |
| 1835–1840 | Ludwig Vollhardt (Wirt u.Teilungskommissär)            |
| 1840–1844 | Ernst Friedrich Gottschalk (Fabrikant)                 |
| 1844–1873 | Johann Karl Grether (Färber)                           |
| 1874–1892 | Karl Grether (Müller)                                  |
| 1892–1897 | Karl Friedrich Grether (Müller)                        |
| 1897–1907 | Hermann Fentzling (Buchhalter)                         |
| 1907–1909 | Adolf Meier (Rechtsanwalt)                             |
| 1909–1931 | Franz Heeg (1. Berufsbürgermeister) (Amtrevisor)       |
| 1931–1934 | Alfred Kefer, Major a. D. (Verwaltungswissenschaftler) |
| 1935–1945 | Otto Blank (Kaufmann)                                  |
| 1945–1948 | Johann Hirling (Stadtrechner)                          |
| 1949–1978 | Hans Vetter (Jurist)                                   |
| 1979–2002 | Klaus Fleck (Diplom-Ingenieur)                         |
| 2003–2018 | Christof Nitz (Diplom-Verwaltungswirt)                 |
| seit 2019 | Dirk Harscher (Bankkaufmann)                           |

### Wappen
Die Blasonierung des Wappens lautet: „In gespaltenem Schild vorn das badische Wappen, hinten in Blau der silbergekleidete Erzengel Michael mit rotem Schwert in der erhobenen Rechten und einer roten Waage in der gesenkten Linken.“ Das Wappen basiert auf dem 1529 von Markgraf Ernst verliehenen Siegel.

### Städtepartnerschaften
- Poligny (Jura), Frankreich, seit 1967
- Ronneby, Schweden, seit 1987
- Kleinmachnow, Brandenburg, seit 1996
- Dikome, Kamerun, seit 2000

### Verwaltungsgemeinschaft
Die Stadt Schopfheim bildet mit den Gemeinden Hasel, Hausen im Wiesental und Maulburg zur gemeinsamen Erledigung von Verwaltungsgeschäften die Vereinbarte Verwaltungsgemeinschaft der Stadt Schopfheim.

## Kultur und Sehenswürdigkeiten

### Museen

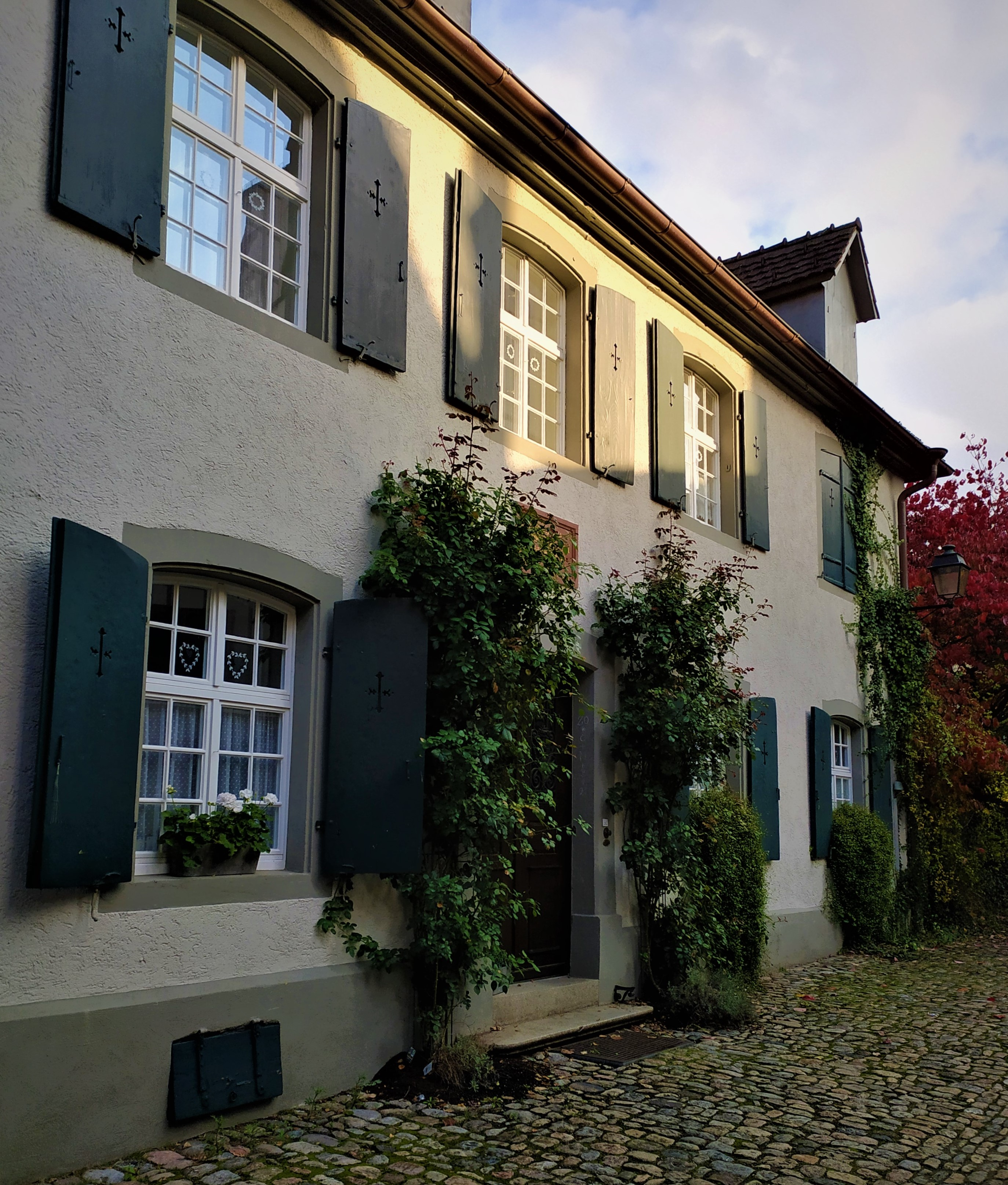
Schopfheim, Altstadtwinkel

Neben dem Stadtmuseum gibt es mit der Bärenstube in Gersbach ein Teddybärenmuseum und das Schwarzwälder Wald & Glas-Zentrum Gersbach. Am 22. Januar 2010 wurde in der Hauptstraße 103 das Otto-Erich-Döbele-Museum eröffnet. Es präsentiert Werke des Schopfheimer Künstlers.

### Bauwerke

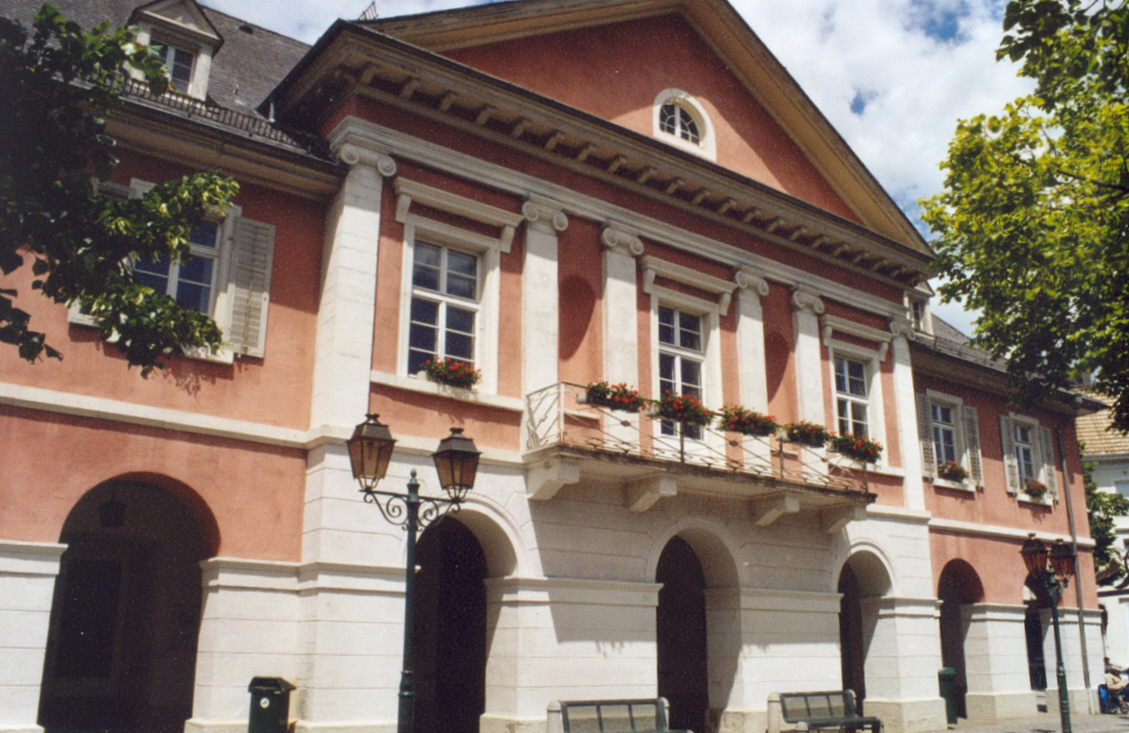
Schopfheimer Rathaus im Weinbrenner-Stil

- ⊙ Am Rande der Altstadt befindet sich das Rathaus im Weinbrenner-Stil (errichtet 1826).
- ⊙ Haus Entegaststraße 10 (ehemalige Ratsstube mit Ausstattung der Spätrenaissance)[47]
- ⊙ Vor dem katholischen Pfarrhaus erinnert ein Gedenkstein an den Priester Max Josef Metzger, der dem „Friedensbund Deutscher Katholiken“ angehörte und eine Denkschrift für das Deutschland nach Hitler verfasste, die der Gestapo in die Hände fiel. Er wurde 1944 in Brandenburg-Görden ermordet.[48]
- ⊙ Am 3. Oktober 2004 wurde eine Skulptur von Peter Lenk enthüllt. „Leis Kinder leis, draussen schleicht der Preiss“, ein „Heroisches Monument zur badischen Revolution“ mit Personen der Geschichte, darunter ein grimmiger Erwin Teufel, der die Staatsmacht verkörpert.
- ⊙ In der Altstadt befindet sich Schopfheims älteste Kirche, die Alte Stadtkirche St. Michael. Nachdem sich zwischen 1956 und 1975 dort das Schopfheimer Heimatmuseum befand, wird sie heute nur gelegentlich für Gottesdienste genutzt.
- ⊙ Die evangelische Hauptkirche ist die Evangelische Stadtkirche, ein neugotisches Bauwerk nach Plänen des Großherzoglichen Baudirektors Josef Durm, 1887 bis 1892 errichtet. Vorbilder waren die frühgotischen Kirchen in Trier und Marburg.
- ⊙ Die Katholische Pfarrkirche zum Seligen Bernhard von Baden, ist  ein nach Plänen des Erzbischöflichen Baumeisters Lukas Engesser  1878 bis 1880 in historisierenden, an der Romanik orientierten Formen errichtet.
- ⊙ Alten- und Pflegeheim Haus Columban, ehemals Villa Jutzler, zweigeschossiger, winkelförmiger Baukörper mit Mansarddach; erbaut 1905/06 von einem Protagonisten des Heimatschutzstils: Paul Schultze-Naumburg.[49]
- ⊙ Die Wiesenbrücke, eine Betonbogenbrücke von 1912, gilt als eine bedeutende Ingenieursleistung ihrer Zeit. Sie wurde vom Freiburger Unternehmen Brenzinger & Cie. gebaut.

### Sportvereine
In Schopfheim gibt es ein großes Sportangebot in den Vereinen. Die größten Vereine sind:
- Sportverein Schopfheim (SVS) mit den Abteilungen Fußball, Tennis, Volleyball, Boxen, Leichtathletik, Jedermannssport. Die Abteilung Tischtennis des SV Schopfheim bildet gemeinsam mit jener des Turnvereins Fahrnau den Tischtennisclub (TTC) Schopfheim-Fahrnau. Aus der ehemaligen SVS-Handballabteilung ging im Juli 2014 der eigenständige Handballsportverein Schopfheim e. V. hervor.[50]
- Turn- und Sportgemeinschaft Schopfheim (TSG Schopfheim) mit den Abteilungen Turnen, Aikidō, Badminton, Basketball, Judo, (Shōtōkan-Ohshima-)Karate, Schwimmen, Schnee (Ski und Snowboard) und Lauftreff.
- Außerdem findet in jedem Jahr eine internationale Motocrossveranstaltung des Motorsportclubs Schopfheim[51] auf dem Vereinsgelände an der Dossenbacher Landstraße statt.

### Musikvereine
- Stadtmusik Schopfheim 1814 e. V. mit der seit 1969 existierenden Jugendkapelle Schopfheim
- Das Harmonika Orchester Schopfheim wurde 1930 gegründet.
- Musikverein Fahrnau e. V., 1882 gegründet.
- Musikverein Langenau 1931 e. V.
- Musikverein Raitbach e. V.
- Musikverein Wiechs e. V.
- Musikverein Gersbach e. V.
- Gesangverein Fahrnau e. V. 1864
- Gesangverein Wiechs 1858 e. V.

### Kirchenmusik
- Kantorei Schopfheim: Die Kantorei Schopfheim ist der Chor der Region Schopfheim im Evangelischen Kirchenbezirk Markgräfler Land. Sie singt regelmäßig in den Gottesdiensten der Evangelischen Kirchengemeinde Schopfheim und tritt einmal im Jahr mit einem großen oratorischen Werk auf. Zurzeit singen etwa 100 Sängerinnen und Sänger aus allen Berufs- und Altersgruppen mit.
- Pop- und Gospelchor Resonance of Life: Auch dieser Chor ist an der Evangelischen Stadtkirche beheimatet. Der zurzeit etwa 80 Mitglieder zählende Chor singt in den Gottesdiensten, veranstaltet einmal im Jahr ein großes Konzert mit Band und hat hin und wieder Gastauftritte, z. B. in Italien und im Elsass.
- Orgeln: In den beiden Evangelischen Kirchen, der Alten Kirche Sankt Michael in der Altstadt und der neogotischen Stadtkirche stehen insgesamt 4 Orgeln, 3 davon historisch.

### Regelmäßige Veranstaltungen
- Am Ostermontag wird auf dem Boden des ausgetrockneten Eichener Sees das traditionelle Eierspringen durchgeführt.[52]
- Von Mai bis September finden an jedem 2. und 4. Samstag im Monat um 11 Uhr kurze Konzerte, die sogenannten „Marktmusiken“, statt.[53]
- Seit 2011 findet auf dem Marktplatz im Juli das Musikfestival „Sommersound“[54] mit bekannten, internationalen Künstlern statt.
- Jährlich im Sommer findet das traditionelle Lindenfest der Stadtmusik auf dem Schopfheimer Marktplatz statt.[55]
- In der Nähe des Bahnhofs ist eines der wenigen selbstverwalteten linken Jugendzentren in Baden-Württemberg zu finden. Neben rund zweiwöchentlichen Konzerten veranstaltet das Irrlicht jedes Jahr Sommer das Open-Air-Festival „Holzrock“ im Sengelewald.[56]
- Ebenso jährlich im Sommer veranstaltet der Reitverein Schopfheim auf dem Gestüt Sengelen ein Internationales Reitturnier.[57]
- Am letzten Sonntag im September findet seit 1997 das Weidefest im Ortsteil Gersbach statt.[58]
- Am ersten Dienstag und Mittwoch im Dezember findet alljährlich der „Kalte Markt“ statt; die Geschichte des Marktes ist bis ins Mittelalter zurückzuführen.[59]
- Anfang Dezember findet das Weihnachtskonzert der Stadtmusik mit ihrer Jugendkapelle statt.[60]

Zu den ehemaligen Veranstaltungen gehören:
- der international besetzte Schopfheimer Orgelsommer (bis 2023),
- der Weihnachtsmarkt auf dem Marktplatz (bis 2019),
- ein jährliches Beach-Volleyball-Turnier (2005–2017) der LBS-Beach-Volleyball-Liga in Zusammenarbeit mit dem TV Höllstein; dazu wurden 18 Tonnen Sand auf den Marktplatz geschaufelt und Tribünen errichtet,
- das vom SV Schopfheim veranstaltete jährliche „Intersport-Kicker-Fußballcamp“ im Oberfeldstadion (2002–2007).

## Wirtschaft und Infrastruktur

### Ansässige Unternehmen
In Schopfheim haben viele Unternehmen aus den Bereichen Elektrotechnik, Maschinen- und Apparatebau ihren Sitz. Ähnlich wie in anderen Gemeinden des Wiesentals begann durch die verfügbare Wasserkraft der Wiese und der damals aufblühenden Textilindustrie die Industrialisierung der Region relativ früh, was sich heute noch in einer hohen Dichte an Industrie bemerkbar macht. Bedeutende Industrieunternehmen, die in Schopfheim ihren Haupt- oder Zweigsitz haben, sind unter anderem Bosch, Dreistern, Durlum, Ekato, Gardner Denver, Hülsenfabrik Herbster, Laempe Mössner Sinto, Magnetic Autocontrol, Oerlikon Balzers Coating Germany und Würth Elektronik.

### Verkehr

#### Fernstraßen
Die Bundesstraßen 317 (Weil am Rhein – Titisee-Neustadt) und über die Eichener Höhe die B 518 nach Wehr und weiter nach Bad Säckingen, verknüpfen Schopfheim mit dem überregionalen Straßennetz.

#### Radverkehr
Durch eine Alltagsroute aus dem Radnetz Baden-Württemberg ist Schopfheim über Maulburg und Steinen mit Lörrach verbunden sowie über Hasel mit Wehr und Bad Säckingen.
Durch Schopfheim führt der 54 Kilometer lange Wiesental Radweg, der von Todtnau kommend quer durch den Landkreis Lörrach bis nach Basel führt.

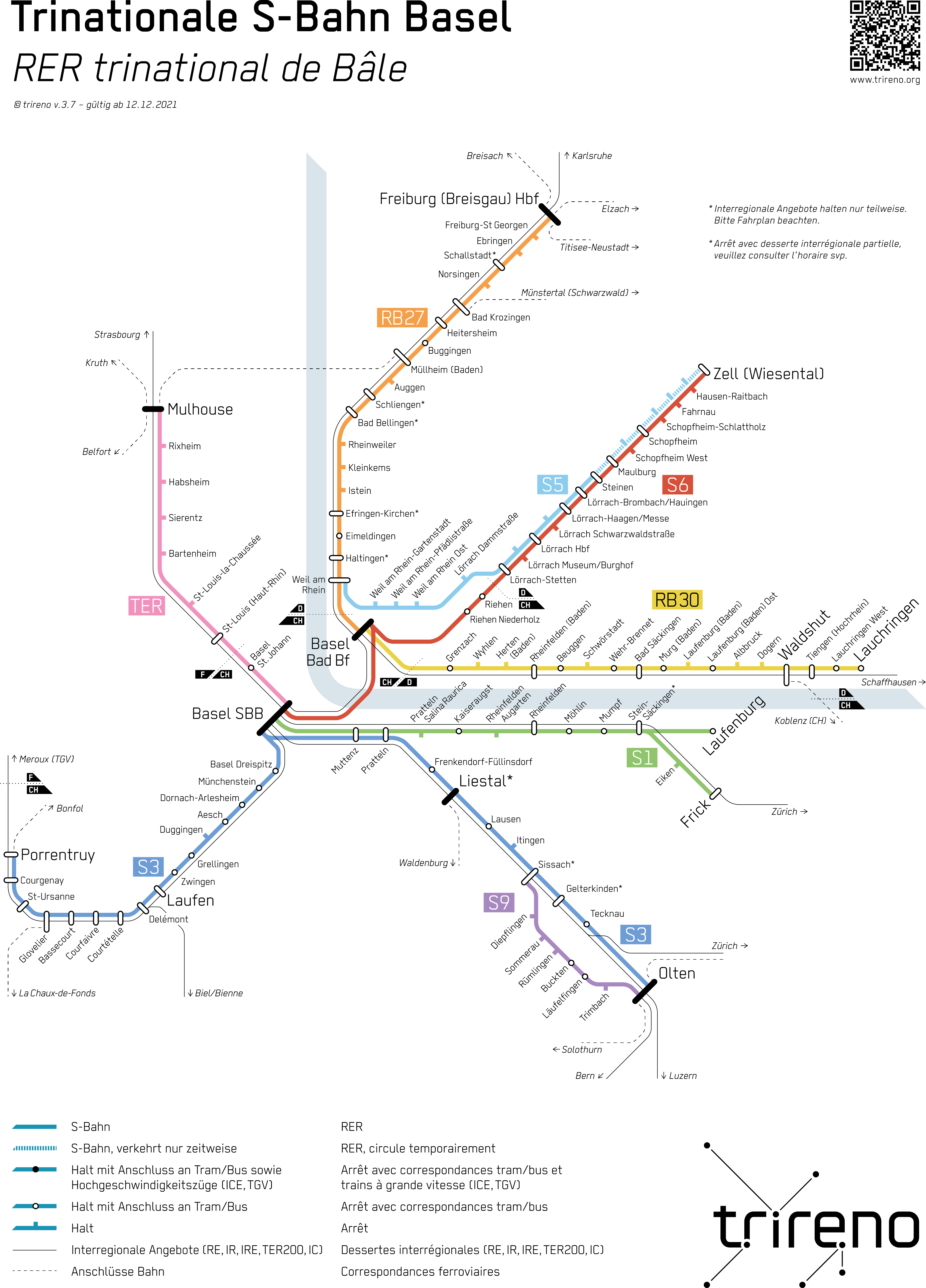
Schopfheims Anbindung an die trinationale S-Bahn Basel

#### Schienenverkehr
Auf der Wiesentalbahn fährt die Linie S6 der S-Bahn Basel (Basel – Zell im Wiesental), welche am zentrumsnahen Bahnhof Schopfheim, an den Haltepunkten Fahrnau und Schopfheim-Schlattholz sowie am Haltepunkt Schopfheim West im Stadtteil Gündenhausen hält. Von 1890 bis 1971 fuhr außerdem die Wehratalbahn nach Bad Säckingen. Den Nahverkehr koordiniert der Regio Verkehrsverbund Lörrach.

### Medien
Neben Lokalredaktionen der beiden größten Tageszeitungen der Region, der Badischen Zeitung und des Markgräfler Tagblatts, hat in Schopfheim auch ein Nichtkommerzieller Lokalfunk, das Freie Radio Wiesental (bis Ende 2012: „Kanal Ratte“), seinen Sitz.
Auf der Hohen Möhr betreibt der Südwestrundfunk (SWR) eine Sendeanlage, von der aus auch das Programm von Freies Radio Wiesental ausgestrahlt wird.
Von 1985 bis 2025 gab die Stadt das Jahrbuch Schopfheim heraus.

### Öffentliche Einrichtungen
Das Amtsgericht Schopfheim gehört zum Landgerichtsbezirk Waldshut-Tiengen und zum Oberlandesgerichtsbezirk Karlsruhe.
Die Industrie- und Handelskammer (IHK) Hochrhein-Bodensee mit Sitz in Konstanz unterhält in Schopfheim eine Hauptgeschäftsstelle.
Das Landratsamt Lörrach hat in Schopfheim je eine Außenstelle für den Fachbereich Vermessung und Geo-Informationen, den Forstbezirk Schopfheim und die Zulassungsstelle für Kraftfahrzeuge. Ebenso befinden sich in Schopfheim ein Notariat und ein Polizeirevier.

### Bildung

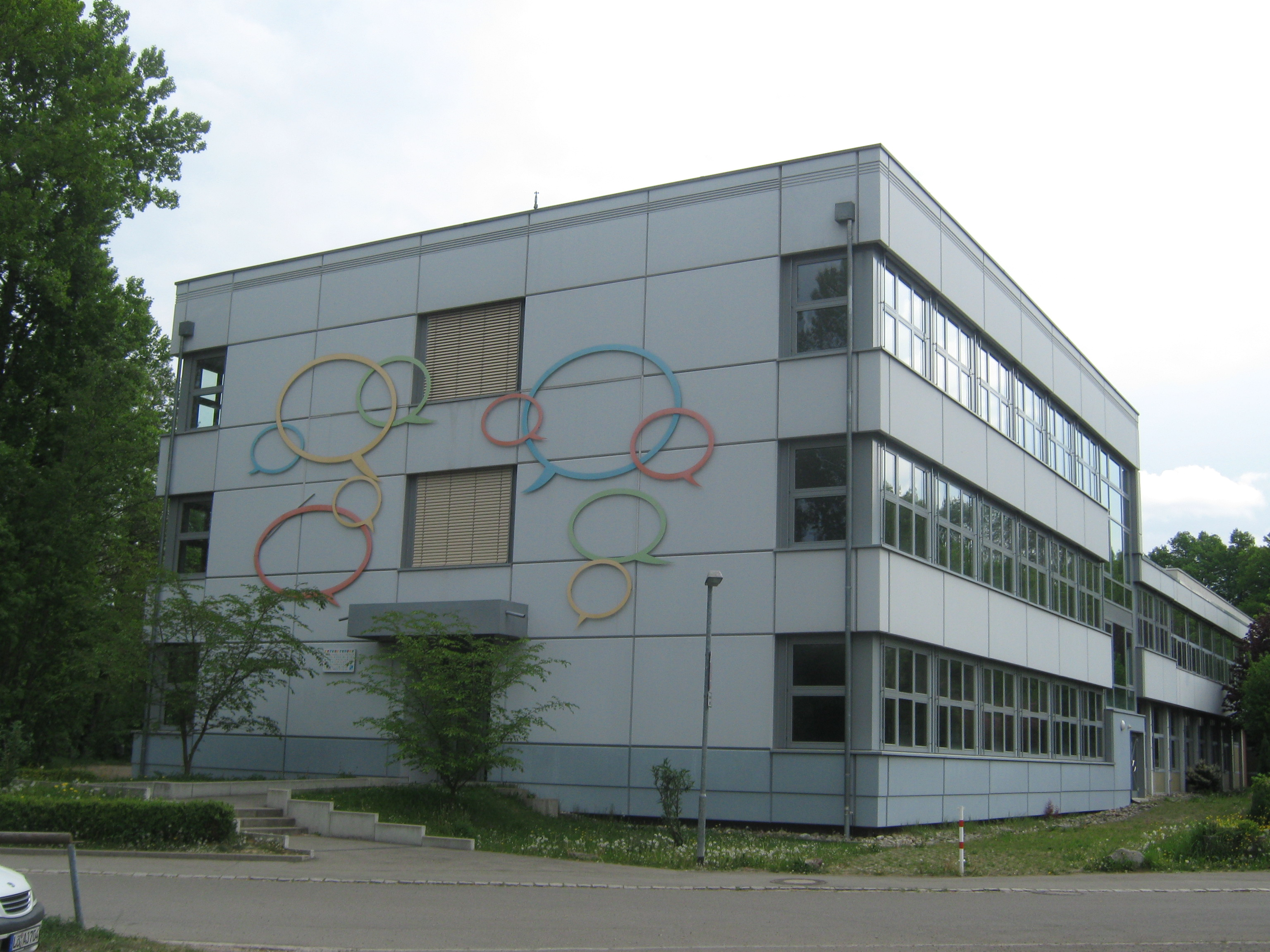
Das Theodor-Heuss-Gymnasium Schopfheim

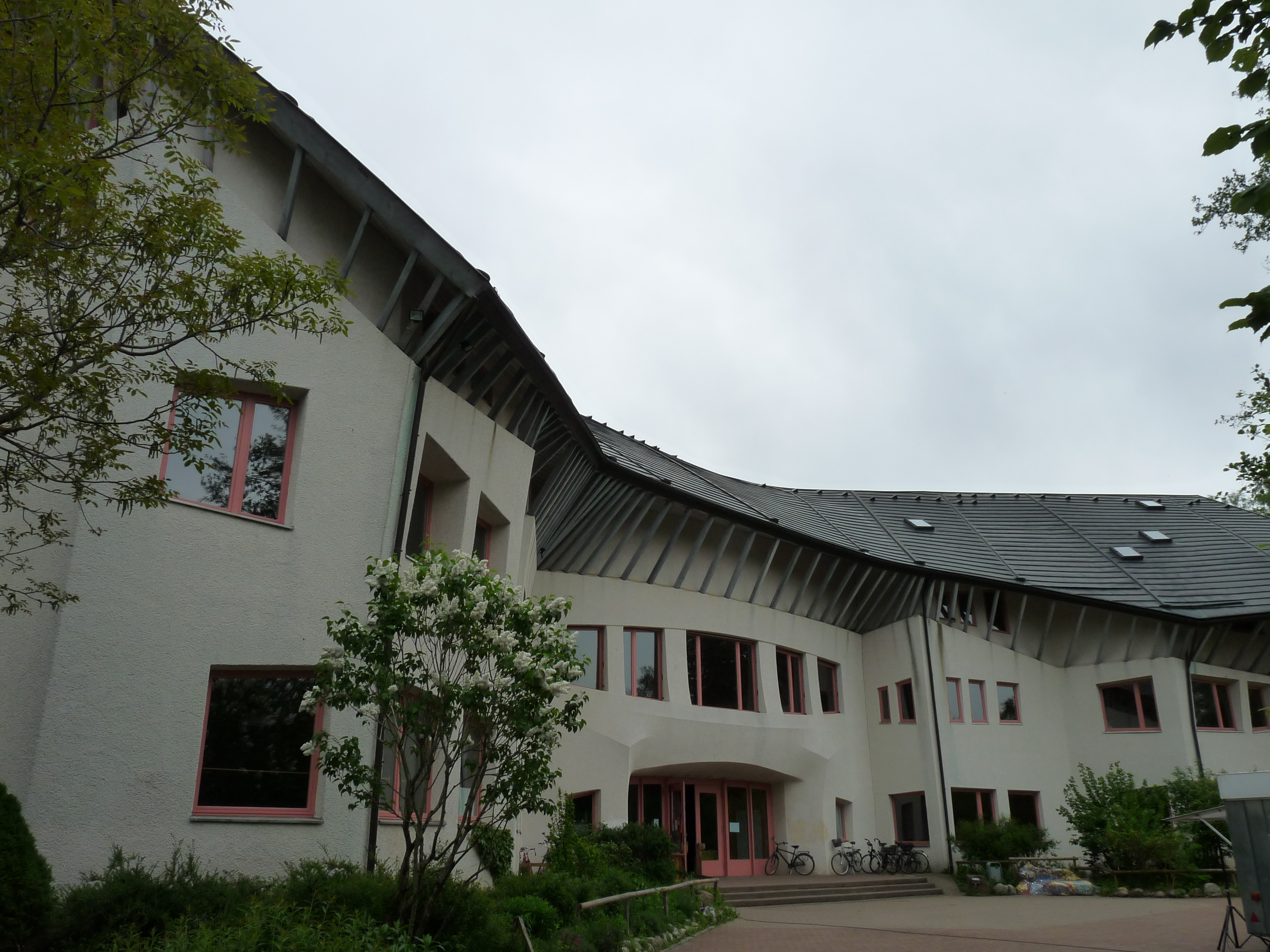
Die Freie Waldorfschule Schopfheim

In Schopfheim gibt es fünf Grundschulen: Die Dr.-Max-Metzger-Schule in der Kernstadt selbst sowie je eine in den Ortsteilen Fahrnau, Gersbach, Langenau und Wiechs. In der Kernstadt selbst befinden sich außerdem die Friedrich-Ebert-Gemeinschaftsschule, das Theodor-Heuss-Gymnasium, sowie die beiden Förderschulen Johann-Peter-Hebel-Schule und Kaspar-Hauser-Schule der Michael-Gemeinschaft Schweigmatt e. V. Weiter befinden sich eine Freie Evangelische Schule und eine Freie Waldorfschule in der Stadt, für die Erwachsenenbildung bestehen vier Berufsschulen und die Volkshochschule (VHS) Schopfheim.

## Persönlichkeiten

### Söhne und Töchter der Stadt
- Johann Konrad I. von Roggenbach (1618–1693), Fürstbischof von Basel
- August von Roggenbach (1798–1854), badischer Kriegsminister (1849–1854)
- Ernst Friedrich Gottschalk (1802–1851), Fabrikant und Politiker, Landtagsabgeordneter, Mitglied der Frankfurter Nationalversammlung
- Johann Karl Grether (1808–1887), Bürgermeister von Schopfheim
- Karl Ludwig Roth (1811–1860), Klassischer Philologe, geboren in Gersbach
- Johann Georg Friedrich Pflüger (1818–1869), erster Hauptlehrer der Pforzheimer Höheren Töchterschule
- Georg Uehlin (1819–1893), Mundartdichter, deutscher Dichter, Verleger, Redakteur
- Wilhelm Fleiner (1828–1889), Apotheker und nationalliberaler Abgeordneter der Zweiten Kammer des Badischen Landtages
- Leopold Sonntag (1830–1896), Verwaltungsjurist im Großherzogtum Baden
- Felix Hesse (1836–1880), Schauspieler und Intendant
- Carl Sutter (1867–1924), Historiker und Kunsthistoriker
- Adolf Müller (1872–1951), Politiker (SPD), Landtagsabgeordneter in Baden
- Eugen Steinel (1879–1946), Jurist und Politiker (DVP)
- Ernst Felix Becker (1883–1970), Jurist, Verwaltungsbeamter und Landrat
- Max Josef Metzger (1887–1944), Priester und Pazifist, Seliger; wurde am 14. Oktober 1943 vom Volksgerichtshof zum Tode verurteilt
- Max Picard (1888–1965), Schweizer Schriftsteller
- Frieda Unger (1888–1975), Politikerin (SPD, USPD, KPD, SED), Landtagsabgeordnete
- Robert Brüderlink (1893–1978), Professor für praktische Elektrotechnik
- Alfred Brauchle (1898–1964), Arzt und Vertreter der Naturheilkunde
- Ernst Bäckert (1899–1962), geboren in Wiechs, NSDAP-Funktionär
- Adolf Glatt (1899–1984), Schweizer Bildhauer und Maler
- Alfred Rodenbücher (1900–1979), Politiker (NSDAP) und SS- und Polizeiführer
- Willy Grüb (1912–1998), Programmchef des Süddeutschen Rundfunks und künstlerischer Beirat der Schwetzinger Festspiele
- Hanspeter Scherr (1928–1983), geboren im heutigen Stadtteil Fahrnau, Komponist und Chorleiter
- Karl Friedrich Renk (* 1938), Physiker
- Klaus-Peter Lieb (1939–2013), experimenteller Kernphysiker und Hochschullehrer
- Dieter Farwick (* 1940), Brigadegeneral und Publizist
- Christof Biebricher (1941–2009), Naturwissenschaftler und Hochschullehrer
- Helmut Hauser (* 1941), Fußballspieler
- Günter Pfeifer (* 1943), Architekt und Professor
- Oskar Hillebrandt (* 1943), Opernsänger
- Holger V. O. Dieterich (* 1948), Gynäkologe, Senologe und Brust-Chirurg
- Berthold Brehm (* 1951), Politiker (CDU), Bürgermeister in Chemnitz
- Wolfram Frank (* 1953), Schriftsteller und Theaterregisseur
- Gisela Oeri (* 1955), Mäzenin und Ehrenpräsidentin des FC Basel
- Ernst-Christoph Meier (* 1956), Politikwissenschaftler, Hochschullehrer und Ministerialbeamter
- Arno Villringer (* 1958), Neurologe und Hochschullehrer
- Arwed Messmer (* 1964), Fotograf
- Thomas Hauser (* 1965), Fußballspieler
- Stefan Sommer (* 1968), Kameramann
- Jens Ruchatz (* 1969), Medienwissenschaftler
- Dietmar Dath (* 1970), Schriftsteller und Journalist
- Mark Ginzler (* 1970), Hörspielregisseur
- Dirk Harscher (* 1970), Kommunalpolitiker, Bürgermeister von Schopfheim
- Markus Götz (* 1973), Komponist, Musiker und Pädagoge
- Stefan Müller (* 1974), Fußballspieler
- Nicole Grether (* 1974), Badmintonspielerin
- Katharina Friedl (* 1978), Schauspielerin
- Thomas Geiger (* 1983), Künstler
- Q’orianka Kilcher (* 1990), US-amerikanische Schauspielerin

### Persönlichkeiten, die vor Ort gewirkt haben
- Johannes Nysaeus, Magister (1527–1599), 1. Superintendent in Schopfheim und Reformator in der Landgrafschaft Sausenberg (1556–1560)
- Friedrich Wilhelm Hitzig (1767–1849), 1812–1818 Pfarrer in Schopfheim
- Gustav Wilhelm Friesenegger (1796–1859), badischer Maler
- August Eberlin (1838–1887), Stadtpfarrer und Stadtchronist
- Albert Maier (1890–1962), Politiker (CDU) und Landtagsabgeordneter, lebte in Schopfheim
- Emil Faller (1904–1978), Stadtrat in Schopfheim, NS-Verfolgter und Nachkriegs-Bürgermeister der früheren Gemeinde Fahrnau (1945–1969)
- Jürgen Feindt (1930–1978), Tänzer, Choreograf und Komiker aus Bühne, Film und Fernsehen, starb in Schopfheim
- Werner Forßmann (1904–1979), Erfinder des Herzkatheters, Nobelpreisträger für Medizin 1956, starb in Schopfheim
- Andreas Digeser (1925–2010), Literaturwissenschaftler und Fremdsprachendidaktiker, er arbeitete als Englisch-, Französisch- und Deutschlehrer in Schopfheim, wo er auch als Professor für Englisch noch lebte
- Hans Theo Baumann (1924–2016), Designer, Ehrenbürgerschaft verliehen am 12. November 2013
- Dietmar Dath (* 1970), Autor, Journalist und Übersetzer, aufgewachsen in Schopfheim
- Björn Kern (* 1978), Schriftsteller